# 上野撮影局

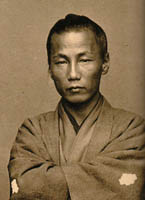
上野彦馬。

上野撮影局（うえのさつえいきょく）は、1862年(文久2年)に、上野彦馬が長崎に開業した撮影局。

## 所在地
- 長崎県長崎市伊勢町４−１４

建物はないが、ここで撮影された坂本龍馬の写真と同じ構図で記念撮影ができるように、写真機と肘置き台のモニュメントが設置されている。

## 沿革
- 1862年 上野撮影局開業
- 1874年 日本初の天体写真を撮影（金星の太陽面通過）
- 1877年 西南戦争の戦跡を撮影

## 主な撮影した人物

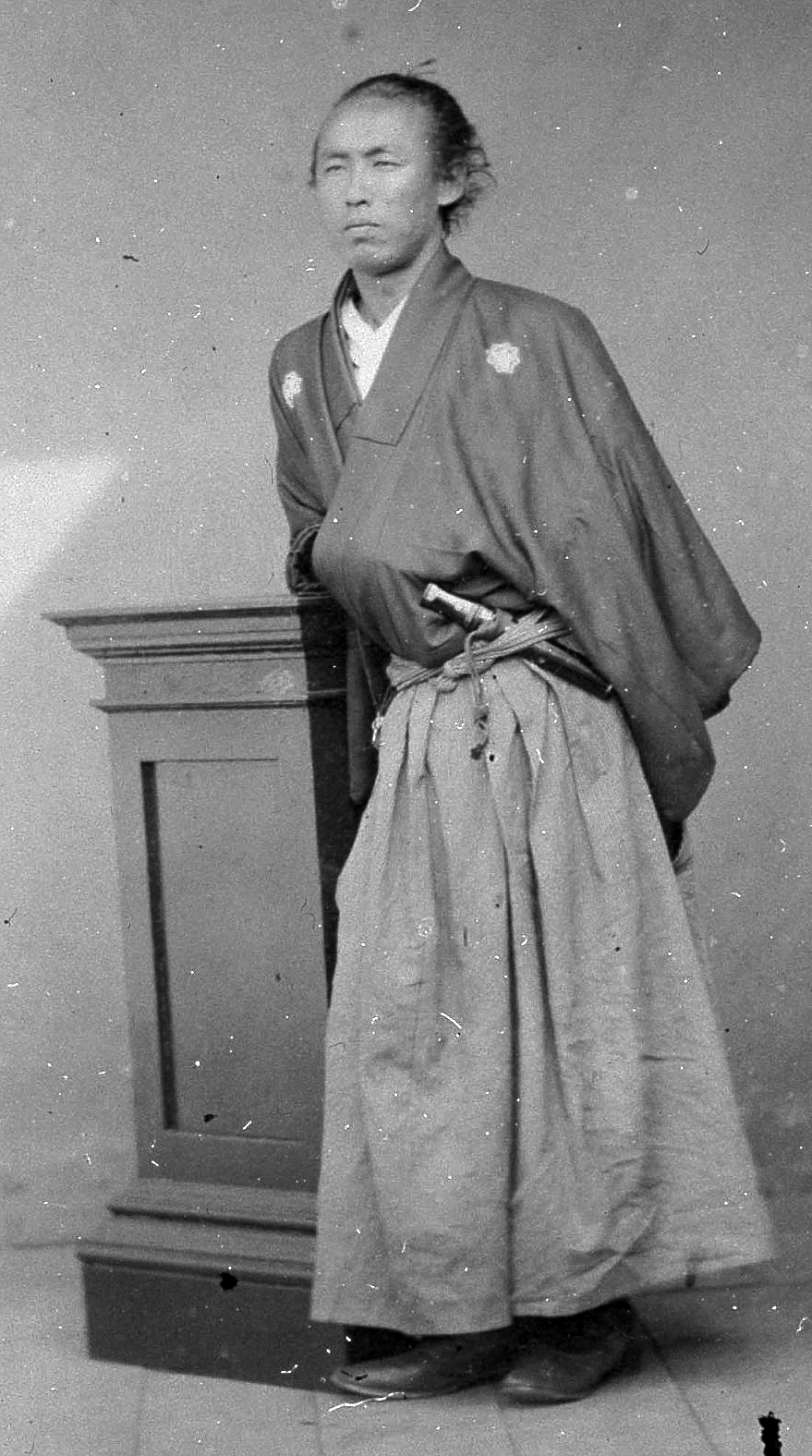
坂本龍馬。慶応2年または3年に上野撮影局で撮影された。

- 坂本龍馬
- 高杉晋作
- トーマス・ブレーク・グラバー